# バークレー・マラソンズ
バークレー・マラソンズ（The Barkley Marathons）は毎年テネシー州モーガン郡のフローズン・ヘッド・ステート・パーク（Frozen Head State Park）で開催されるトレイルランニングであり、ウルトラマラソンでもある。
60時間の間に、1周（1ループ）約20マイルのコースを5周する形式が取られ、合計で100マイル（160km）走ることになる。このレースはその極端な難易度と多くの特異性で知られ、「悪魔のランニングアドベンチャー」と呼ばれることもある。

## 歴史
バークレー・マラソンズは、ゲイリー・"ラザラス・レイク"・カントレル（ラズ）とカール・ヘン（ロウ・ドッグ）が発案した。ラズは、1977年にマーティン・ルーサー・キング・ジュニアの暗殺者であるジェームズ・アール・レイが、近くのブラッシュマウンテン州立刑務所から脱走した末に失敗したことを知り、レースを思いついた。レイは、昼間の空中捜索から隠れるために森で54.5時間走ったものの、12マイル（19km）が精いっぱいだった。ラズは「俺なら少なくとも100マイルはできるだろう」と豪語した。こうしてバークレー・マラソンズが誕生し、1986年に第1回が開かれた。バークレーという名前は、ラズの隣人でランニングの仲間であるバリー・バークレーに由来する。バリーは2019年に70歳で亡くなっている。
初期の数年間、バークレーは約50〜55マイルで、標高差は約25,000〜27,000フィートだった。1988年にノースカロライナ出身の "Frozen" エド・ファータウが、この短いバージョンを32時間14分で完走した。1989年にコースが伸延され、55マイルバージョンは「短いやつ」、100マイルバージョンは「長いやつ」と呼ばれた。1995年には、イギリスのマーク・ウィリアムズが59時間28分48秒のタイムで、バークレー・マラソンズの100マイルバージョンを初めて完走した。
2020年のバークレー・マラソンズはコロナウイルスの流行により開催が見送られた。
2023年、ジャスミン・パリスは3つのループを完走する「ファンラン」を2回達成した史上4人目の女性となり、かつ4周目をスタートした史上2人目の女性となった。ジャスミン以前に3周の「ファンラン」を達成した女性に、スージー・ティボー（1991, 1994）、ナンシー・ハミルトン（1991, 1993）、スー・ジョンストン（2000, 2001）、ビバリー・アンダーソン＝アブス（2012, 2013）がいる。全員「ファンラン」を2回ずつ達成している。

## 特徴

### 参加条件
バークレー・マラソンズの参加者は、35名までであり、応募条件やエントリーアプリケーションの提出期限などの詳細は非公開である。参加者は、「バークレーで走るべき理由」についてのエッセイを書き、1.60ドルの申込料を支払い、変更される可能性のある他の要件を完了する必要がある。受け入れられた場合、参加者に「お悔やみの手紙」が届く。
初めてのバークレー・マラソンズに参加するランナーは、入場料の一部として自分の州や国のナンバープレートを持参する必要がある。一度参加したことのあるランナーは、ノンフィニッシャーの寄付として、過去には白いシャツ、靴下、またはフランネルシャツなどが含まれた「手数料」を持参する必要があった。これらの寄付は、どうやらラズの現在のニーズに基づいているようである。
過去の大会の完走者で、再びレースに参加するランナーは、登録料の一部としてキャメルのシガレットの提出が求められる。レースのビブナンバー1は、すべての応募者の中で最初の1周目のループを終える可能性が最も低いと見なされるランナーに割り当てられる。ラズは"人間の生け贄"と呼ぶ。

### コース
バークレー・マラソンズのコースは、第1回から何度も距離、コース、標高が変更されており、現在のところは約20マイル（32km）のコースマーキングのないルートになっている。ルート沿いには水がある2カ所以外に補給所はない。このループは、ランナーやサポーターの車が駐車されている「イエロー・ゲート」がスタート／エンドとなっている。100マイルバージョンのランナーは、このループを5回走る。2周目と4周目は反時計回りで走り、その後、5周目は先頭のランナーが選択した周回方向を基準に、2番目以降のランナーは時計／反時計に交互に周回方向を変える。最初のループの開始時刻によっては、2周目と4周目のループを夜に走ることになるか、3周目と5周目のループを夜に走ることになるかが変わる。3つのループ（60マイル）を走り切ったランナーは「ファンラン」を完了したと言われている。
縦方向の登りの距離の合計（累積）、および下りの距離の合計（累積）が54,200フィート（16,500m）であるため、このバークレー・マラソンズの100マイルは、アメリカ、もしくは世界中でもっとも難しいウルトラマラソンの一つと見なされている。2018年時点で、レースの約55%が完走者なしで終了している。
100マイルと60マイルの距離、といいつつそんなものは単なる名目上のものにすぎない。水平方向の距離しかカバーしていない名目上の20マイルである一方、コース上の標高の変化により、実際のループの長さは異なります。一部の人は、ループが26マイル（42km）もあると言っており、完全なレースの場合は130マイル（210 km）、そして「ファンラン」の場合は78マイル（126km）になるとされている。

### その他ルール

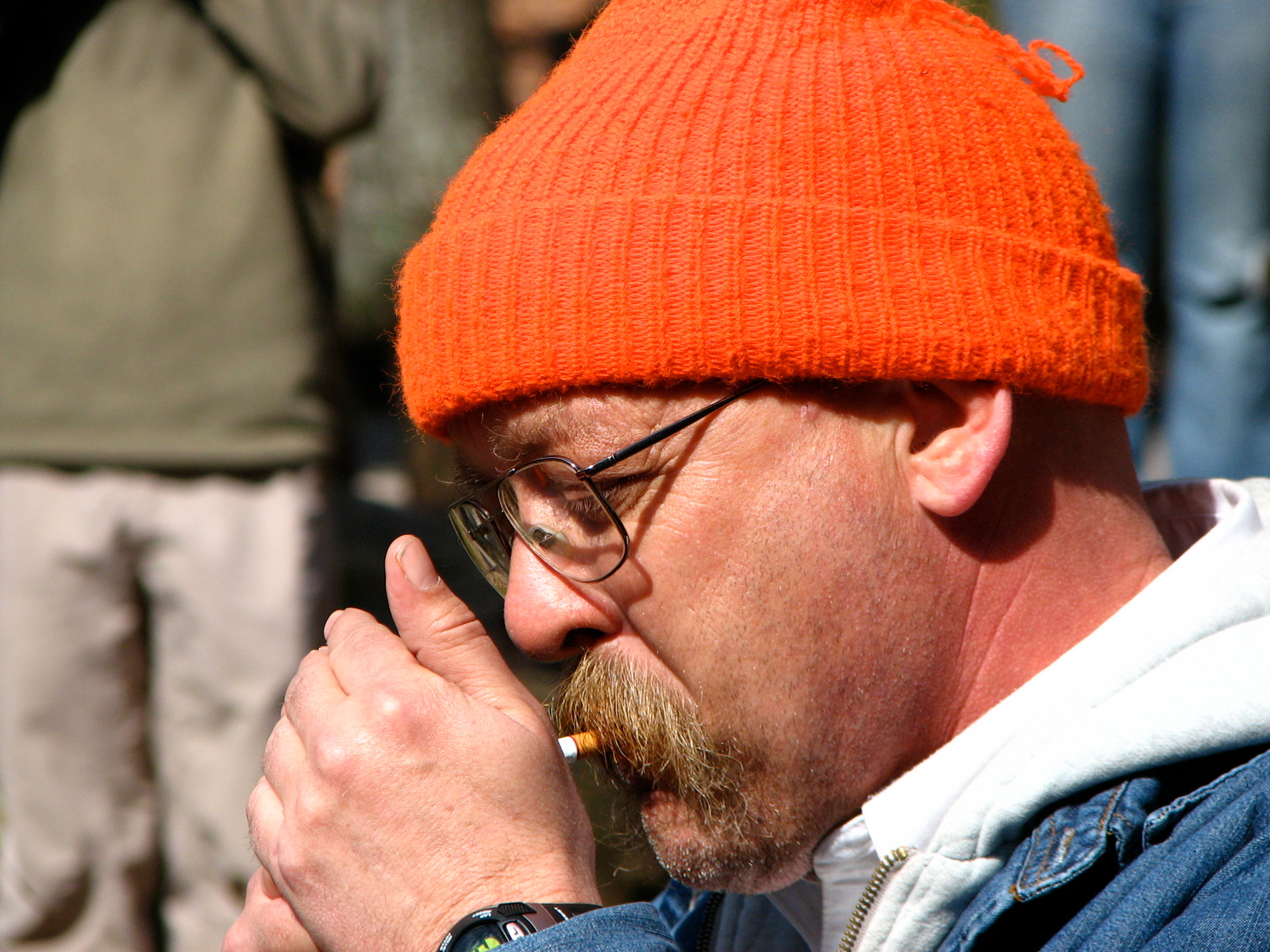
Cantrell lights a cigarette to signal the start of the Barkley Marathons in 2009.

バークレー・マラソンズの開催時刻は決まっておらず、レース当日の真夜中から正午の間のどこかである。ラズが法螺貝を吹き、その1時間後に彼がタバコに火をつけるとそれが正式なスタートの合図となり、レースが始まる。
ランナーたちは、走るだけでなくコース上にある9冊から14冊の本（本の数は毎年異なる）を見つけ、自分のビブナンバーに対応する本のページを切り取って持ってくることが求められる。そのため、ランナーに渡されるビブナンバーは奇数のみになっている。ランナーたちは各周の開始時に新しいビブナンバーを受け取ってから走る。また、GPS付腕時計や携帯電話の持ち込みは禁じられている。
100マイルの制限時間は60時間であり、1ループごとの平均は12時間となる。また、60マイルの制限時間は40時間で、1ループごとの平均は約13時間20分となる。これには各ループ間の休憩や食事時間も含まれる。ランナーが一度ループを開始すると、そのループが終了するまで、他のランナー以外からのサポートを受けることができない。 100マイルでは、延べ1,000回以上ランナーたちがスタートしたが、公式の60時間制限内に完走したランナーは17人（延べ21回完走）。うち2回完走したランナーが2人、3回完走したランナーが1人いる。ただし、2006年には60マイルの「ファンラン」さえも、制限時間内に完走するランナーはいなかった。女子の最高記録としては、2001年にスー・ジョンストンが66マイル（106km）を達成している。ちなみに30人以上のランナーが、最初の本（2マイル地点）に到達できなかった。
ランナーがレースを脱落し、スタート／エンドポイントに戻ったときに、ブューグラーが「タップス」（葬送のラッパ）を演奏する。
2017年、ブリティッシュコロンビア州ノースバンクーバーのギャリー・ロビンズは、60時間の制限時間をわずか6秒過ぎてゴールゲートに到達し、16人目の完走者になるかもしれないと思われていた。しかし、彼はレースの最終ループでルートを誤り、コースを2マイルショートカットしてしまったため失格となった。これについてラズは「コースミスであり、タイムは関係ないですね」と話している。
2022年、バークレー・マラソンズは歴史上2番目に早いスタートを切り、現地時間3月8日の午前6時54分にたばこに火がつけられた。もっとも早いスタートは、1986年3月1日のスタートだった。

## 完走者
2023年のレースまで、バークレー・マラソンズの「長いやつ」5周を完走したランナーはのべ21人、実質17人です。
| 開催年 | 走者               | 時間     | 備考             |
| ------ | ------------------ | -------- | ---------------- |
| 1995   | Mark Williams      | 59:28:48 | 最初の完走者     |
| 2001   | David Horton       | 58:21:00 | 新記録           |
| 2001   | Blake Wood         | 58:21:01 |                  |
| 2003   | Teddy Keizer       | 56:57:52 | 新記録           |
| 2004   | Mike Tilden        | 57:25:18 |                  |
| 2004   | Jim Nelson         | 57:28:25 |                  |
| 2008   | Brian Robinson     | 55:42:27 | 新記録           |
| 2009   | Andrew Thompson    | 57:37:19 |                  |
| 2010   | Jonathan Basham    | 59:18:44 |                  |
| 2011   | Brett Maune (1)    | 57:13:33 |                  |
| 2012   | Brett Maune (2)    | 52:03:08 | Current record   |
| 2012   | Jared Campbell (1) | 56:00:16 |                  |
| 2012   | John Fegyveresi    | 59:41:21 |                  |
| 2013   | Nick Hollon        | 57:39:24 |                  |
| 2013   | Travis Wildeboer   | 58:41:45 |                  |
| 2014   | Jared Campbell (2) | 57:53:20 |                  |
| 2016   | Jared Campbell (3) | 59:32:30 |                  |
| 2017   | John Kelly (1)     | 59:30:53 |                  |
| 2023   | Aurélien Sanchez   | 58:23:12 |                  |
| 2023   | John Kelly (2)     | 58:42:23 |                  |
| 2023   | Karel Sabbe        | 59:53:33 | 最も遅い完走記録 |

## 映像作品
本大会を題材とした映像作品はいくつかあり、うち2014年に公開されたドキュメンタリー『バークレイ・マラソンズ: 前代未聞の超ウルトラ耐久レース』は、大会が広く知られるきっかけとなった。
2018年に公開されたカナダのランナー、ギャリー・ロビンスがバークレーマラソンを走る模様をドキュメントした映像作品『Where Dreams Go To Die』もある。
また、「メインクエスト〜バークレーマラソンズに導かれし者たち〜」は、日本のプロトレイルランナー・井原知一の視点から大会を描いている。2024年1月7日公開。https://vimeo.com/ondemand/mainquest001

## 関連書籍
本大会を題材とした書籍は、アレクシス・バーグ、オーレリアン・デルフォッセによるによるフランス語のフォトドキュメンタリー作品『Les Finisseurs』がフランスのEditions Mons社から発売されている。英語版はThames & Hudson社が『The Finishers』を発売した。同作品の日本語版（邦題未定）は、木星社から近刊。

## 関連リンク
- Matt Mahoney's Barkley Marathons Site
- Davy Crockett, "Barkley Marathons – The Birth"
- Davy Crockett, "Barkley Marathons – First Few Years"
- Top 10 Barkley Documentaries
- The Believer magazine article - "The Immortal Horizon"
- "Out There" at the Barkley: Portraits From the Edge of Endurance
- "Barkley 100" documentary short film by Brendan Young
- Metro Pulse Article
- The Barkley Marathons: The Race That Eats Its Young feature length documentary film
- "Tales From Out There: The Barkley Marathons, The World's Toughest Trail Race"
- Interview with Nick Hollan after 2013 Barkley Marathons from Talk Ultra Podcast
- Interview with 3-time finisher Jared Campbell and Gary Robbins after 2015 Barkley Marathons from the Ginger Runner Live Podcast
- Interview with 2017 finisher John Kelly from The Bad Boy Running Podcast Archived 2017-04-16 at the Wayback Machine.
- Interview with Guillaume Calmettes, Maggie Guterl, and Amelia Boone after 2018 Barkley Marathons from the Ginger Runner Live Podcast
- Interview with Eoin Keith and Ally Beaven after 2018 Barkley Marathons from the Talk Ultra Podcast
- Where Dreams Go to Die: Gary Robbins and the Barkley Marathons feature length documentary film